# Associação Central da Agricultura Portuguesa
A Real Associação Central de Agricultura Portuguesa (RACAP) foi uma associação de proprietários agrícolas fundada em 1860, com sede em Lisboa. O seu aparecimento foi o resultado do esforço de um grupo de indivíduos que, no diagnóstico sobre os motivos do atraso da agricultura nacional incluíam a falta de instrução e de capitais, e sobretudo a falta de união de vontades e de esforços dos agricultores.

## Historial
Constituída como Associação Central da Agricultura Portuguesa por lei datada 26 de Abril de 1860, a escritura de constituição foi assinada no Paço das Necessidades, figurando entre os seus fundadores António de Serpa Pimentel. Nos termos dos seus estatutos A associação Central da Agricultura Portugueza é a reunião de agricultores, proprietários agrícolas e tinha por objectivo dar à agricultura um centro, promover a criação de associações agrícolas em todos os districtos do Reino e desenvolver por todos os meios legais a sua prosperidade.
Em 1920 a ACAP transformou-se, durante vários meses, em União Central dos Agricultores Portugueses.

## Sócios Honorários
Ruy de Andrade, Joaquim Vieira Natividade (1960) 